# Calceolariaceae
Calceolariaceae es una familia de plantas distribuido en América, de México a Chile y en Nueva Zelanda. Se caracteriza por la combinación de dos estambres y corola bilobulada. La familia se encuentra  dentro del orden Lamiales con tres géneros: Calceolaria, Jovellana y Porodittia.

## Descripción
Son hierbas anuales o perennes, subarbustos o arbustos. Las hojas son simples, opuestas y decusadas o ternadas, raramente alternas. Las flores se agrupan en inflorescencias, usualmente en cimas, en algunas especies las flores aparecen de manera solitaria. El cáliz es tetrapartido. La corola es bilabiada y normalmente amarilla. El labio superior está formado por dos piezasl. El labio inferior está formado por tres piezas, también sacciforme y de mayor tamaño que el labio superior, normalmente presenta una zona con tricomas glandulares secretores de aceites, conocida como elaióforo . El androceo está compuesto por 2 estambres y 2 anteras con una dehiscencia longitudinal. El ovario es bilocular, bicarpelar, súper o semiínfero. El estilo es simple. El fruto es una cápsula dehiscente distalmente en 4 valvas, y que da unas semillas pequeñas, casi lineares, elipsoides y algo recurvadas. 

## Distribución
La mayoría de especies habitan en estepas de gramíneas con arbustos disperso mesoandinas, entre los 300-4000 metros de altura.

## Taxonomía
La familia fue descrita por Richard Glenn Olmstead y publicado en American Journal of Botany 88: 357. 2001. El género tipo es: Calceolaria L. 

## Géneros
- Calceolaria
- Jovellana
- Porodittia